# الصخور السوداء
حي الصخور السوداء يوجد بالدار البيضاء، يرجع تاريخ إنشائه إلى أيام الحماية الفرنسية على المغرب حيث كان محل استقرار العديد من البرتغاليين والإيطاليين والإسبان بالإضافة إلى عدد كبير من الفرنسيين وقد كان من أرقى أحياء المدينة في فترة كانت فيها الدار البيضاء من أجمل مدن العالم.
الصخور السوداء وبلفيدير وحي السككيين أحياء كلها تابعة لمقاطعة الصخور السوداء وهي كلها تكوّن حي صخور السوداء الأصلي وإن كانت العديد من البنايات غير موجودة في العقود الأولى من تكوين الحي.
استمد الحي اسمه من وجود صخرتين سوداويتين بارزتين في شاطئ المنطقة وما زال المكان موضع التقاء بعض صيادي السمك بالإضافة إلى بعض من يريد السباحة رغم أن معظم الشاطئ تحولت رماله إلى بناء يقفز منه محبي السباحة.
كان الحي يتوفر على قاعة سنيما ومسبح وشاطئ بالإضافة إلى كازينو ومنارة ومساحات خضراء وفريق للدراجات الهوائية.

## مدارس الحي الأولى
لا تزال كلّ من مدرسة آنطول فرانس الإعدادية ومدرسة كلود برنارد الابتدائية تابعتين للنظام الفرنسي حيث صارتا تابعتين للبعثة الفرنسية منذ استقلال المغرب سنة 1956 عكس «مدرسة المحطة» -المسماة منذ أن أصبحت تابعة لوزارة التربية والتعليم المغربية عام 1961 "الثانوية التأهيلية الإمام مالك"- التي أصبحت إعدادية وثانوية تأهيلية ثم بعد ذلك ثانوية تأهيلية فقط، بالإضافة إلى مدرسة إبراهيم الروداني الإعدادية التي كانت مدرسة ابتدائية في عهد الحماية وكان ٱسمها «جون جوريس» وما زالت معروفة بهذا الاسم حتى الآن رغم تغيير الاسم منذ عقود أمّا كل من مدرسة ابن هشام الابتدائية والمتنبي الإعدادية فقد كانتا مدرسة واحدة مقسمة لبنين وبنات وكان اسمها «مدرسة الصخور السوداء» أما مدرسة الشيخ عبده فقد كانت روضا للأطفال وهي الآن مقفلة، وقد ترك الإيطاليون «المدرسة الإيطالية» المتواجدة في زنقة الزبير ابن العوام فهي الآن مركز للتكوين المهني تابع لوزارة التشغيل. وما تزال كلّها موجودة لحد الساعة.

## محطات القطار
توجد بالحي محطة الدار البيضاء المسافرين يرجع تاريخ بنائها إلى سنة 1923 وهي أهم محطات القطار بالمغرب بالإضافة إلى محطة للسلع في الجهة الغربية للحي إلا أنها لم تعد تستعمل.
تعتبر هذه المحطة صلة وصل بين شمال المغرب وجنوبه 
```

```

## مسجد القدس
يبدو للناظر للوهلة الأولى إلى بناية هذا المسجد أنها كنيسة والحق أنها كانت كذلك قبل هجرة النصارى إبان الاستقلال إلى بلدانهم فهي في أصلها كنيسة بناها أوجين لوندرا وهو فرنسي ثري يروى أنه جمع ثروته باشتراء أراض لم يكن يريدها أحد كما أنه يحكى أنه اشترى سلعة سفينة غارقة بثمن بخس وباعها بثمن كبير جدا. لقد حرص على جعل الكنيسة تشبه الكنيسة الموجودة بمسقط رأسه في فرنسا وحرص على منحها نفس الاسم كذلك -كنيسة القديسة مارجريت- إلا أنه بعد الاستقلال أصبحت تعيش بالحي غالبية ساحقة من المسلمين حولت الكنيسة إلى مسجد دون تدميرها.
لا تزال أجراس الكنيسة في حوزة رجل إسباني اسمه بول كادلاك يعيش في مالقة إذ اشتراها بعد أن طلب ذلك من الملك الحسن الثاني الذي قبل الطلب وسمح له بتهجيرها إلى بلده.

## ملعب حي السككين
كان هذا الملعب ذو أرضية من تراب وبأبعاد ملعب حقيقي يحتضن مباريات الهوّاة بالإضافة إلى الدوريات الرمضانية في بداياته لكنه قسّم إلى مسجد وملعب بأرضية من الزنك تتدرب به الفئات الصغرى للحي في بداية الألفية الثانية وكان يحتضن دوري رمضان لمختلف الفئات السنية وكان الدوري آنذاك يعرف مشاركة فرق من مختلف أحياء المدينة كما كانت تحضره الجماهير بأعداد محترمة بالنسبة لهذا النوع من الدوريات حتى أن الأمن كان يستدعى أثناء مباريات الكبار وقد كان يحضر اللاعب الدولي صلاح الدين بصير صلاح الدين بصير' حفل تقديم الجوائز في كل سنة إلا أن هذا لم يدم طويلا لأسباب مجهولة فضاع لاعبون كان بإمكانهم إعطاء الكثير.
```

```

بدر الدين بن عاشور
ابن 'بلوك 18' بحي السككيين. حارس فريق الأمل للوداد البيضاوي والمنتخب المغربي للشبان حاليا. من مواليد سنة 1994 كان من بين الإستثناءت التي استمرّت في اللعب في جيلها رغم الفتور الذي عرفته المنطقة في الجانب الرياضي.
- فائز بذهبية الألعاب المتوسطية بتركيا سنة 2013 مع المنتخب المغربي للشبان.
- فائز بفضية الألعاب الفرنكفونية بمدينة نيس سنة 2013.

## شخصيات رياضية بارزة
1. الصحافة الرياضية

لينو باكو Lino Bacco
لاعب كرة مستطيلة سابق وصحفي رياضي اشتهر في جميع أنحاء المغرب بتحليل مباريات عصبة الأبطال الأوروبية على قناة 2m Tv وكذلك مباريات مختلف البطولات الأوروبية وهو يشتغل الآن ب راديو مارس المهتمة بالرياضة. وقد أقامت له جماعة الصخور السوداء تكريما يوم 20 ماي 2011. يعتبره الصحافيون الرياضيون في المغرب موسوعة في هذا المجال.
1. كرة القدم

يتوفر الحي على فريق لكرة القدم يسمى «نادي السكك الحديدية والصخور السوداء» أسس سنة 1923 يلعب باللّونين الأسود والأبيض وقد كان ينافس في القسم الأول من البطولة أيام الإستعمار الفرنسي إلا أنه نزل للقسم الثاني في موسم 1956/1957 والآن لا يكاد يكون سوى جزئ من تاريخ الحي.
إيلينيو هيريرا Helenio Herrera
كلاعب
بدأ مسيرته الكروية مع فريق الصخور السوداء ولعب لفريق الكبار لمدة موسم واحد 1931/1932.
- فائز بكأس فرنسا سنة 1942 مع ريد ستار وبلغ النهائي مرة سنة 1936 مع فريق شارلفيل.

كمدرب
- فاز ببطولة إسبانيا مع أتليتيكو مدريد سنة 1950 و 1951 وتوج بنفس اللّقب مرتين مع فريق برشلونة في كل من سنة 1959 وسنة 1960.
- فاز بالبطولة الإيطالية سنة 1963، 1965 و 1966مع إينتر ميلان وانتهى ثانيا سنة 1962، 1964 و1967.
- فاز بالبطولة الإيطالية سنة 1963، 1965 و 1966 مع إينتر ميلان وانتهى ثانيا سنة 1962، 1964 و1967 مع نفس الفريق.
- فاز بكأس إيطاليا سنة 1969 مع فريق روما.
- فاز بكأس إسبانيا سنة 1959 و 1981 مع برشلونة.
- فاز بكأس عصبة الأبطال الأوروبية مرتين سنة 1964 و 1965 مع الإينتر وبلغ النهائي سنة 1967.
- فاز بكأس القارات سنة 1964 و 1965 مع الإينتر.
- فاز باليوروباليغ مع برشلونة سنة 1960.
- فاز بكأس السوبر الإسباني سنة 1951 مع أتليتيكو مدريد.

يعتبر هيريرا أحد أفضل المدربين في تاريخ كرة القدم.
 طلال القرقوري Talal El Karkouri
ابن حي السككيين بالصخور السوداء
- فاز ببطولة المغرب ثلاث مرات مع فريق الرجاء البيضاوي سنة 1998,1999,2000.
- فز بكأس عصبة الأبطال الإفريقية مرتين مع الرجاء البيضاوي سنة 1997 وفي سنة 1999 ليكون الرجاء البيضاوي أول فريق إفريقي يشارك في كأس العالم للأندية سنة 2000 بالبرازيل.
- فاز بالكأس أفرو آسيوية مع الرجاء البيضاوي سنة 1998.
- فاز بكأس فرنسا مع بريس سان جيرمان سنة 2004.
- فاز بكأس أنترتوتو سنة 2001 مع بريس سان جيرمان.
- فاز بكأس الرابطة الفرنسية سنة 2000 مع بريس سان جيرمان.
- وصيف بطل فرنسا مرتين سنة 2000 و 2004 مع بريس سان جيرمان.
- بلغ نهائي كأس إفريقيا للأمم سنة 2004 مع منتخب المغرب.

 باتريس مايي Patrice Mayet
التحق بفريق الصخور السوداء سنة 1945 ولعب له حتى سنة 1954 قبل أن يلتحق بفريق الوداد البيضاوي
- فائز ببطولة المغرب مع الوداد البيضاوي سنة 1955.

1. الملاكمة

كان البطل العالمي مارسل سيردان Marcel Cerdanراعي نادي الصخور السوداء للملاكمة.
- فائز ببطولة أوروبا أربع مرات 1939، 1942، 1947، 1948 .
- فائز ببطولة العالم للأوزان المتوسطة سنة 1948.

```

```

## الصخور السوداء و «نايضا»
لعب حي الصخور السوداء دورا أساسيا فيما سمي بحركة «نايضا» التي عرفها شباب المغرب في أواسط العقد الأول من القرن الحادي والعشرين والتي ساهمت في نشر ثقافة الهيب هوب بشتى فروعها بالخصوص بين الشباب والهيفي ميتال بالإضافة إلى دخول رياضة الباركور للمغرب ودخول مفهوم «البوم» بين مراهقي المغرب وقد كان ينظمها ويحضرها بعض شباب المنطقة وقد رسخ ذلك مهرجان البولفار الذي سبق هذا التحول ببضع سنين ممّا أدى إلى نقاش عمومي كبير في الوسط البيضاوي فالمغربي حول ظاهرة ضعفت بسرعة كانت الدار البيضاء مهدا لها.
مسرح محمد السادس
مسرح موجود ببلفيدير كان يحتضن مسابقات بين مجموعات الراب وقد كان يعرف الحفل النهائي حضور كبير للمهتمين بالمجال وبتطوره إلا أن الأمر لم يعد كذلك في السنوات الأخيرة، يضم المسرح معهدا موسيقيا ومكتبة ومقهى للإنترنت باشتراك سنوي بقيمة رمزية.
Accroche-toi
تعتبر هذه المجموعة المكونة من أبناء حي السككيين أول مجموعة لممارسة رياضة الباركور بالمغرب وقد أثرت بشكل كبير في انتشار هذه الرياضة بالمغرب حيث اشتهر أبناء حي السككيين بهذه الرياضة لفترة قصيرة وقد قاموا بتأسيس جمعية تعنى بهذه الرياضة اسمها الجمعية المغربية لرياضة الباركور إلا أنه لم يستمر انتشارها لفترة طويلة اللهم بعض الفرق المتناثرة عبر المغرب لغياب الدعم وخطورة هذه الرياضة رغم ظهورهم في برامج تلفزية مختلفة ومشاركتهم في إشهارات تلفزية بالإضافة إلى أفلام مغربية وعروض وقد كان تأثير هذه المجموعة ظاهرا على أبناء حي الصخور السوداء من حيث جعلهم يهتمون بهذه الرياضة وعلى انتشارها وجعلها تعتلي المنابر الإعلامية.
كانت حديقة فلسطين -الجردة القديمة- من أماكن تدريب هذه المجموعة وغيرها من الشباب الذي معظمهم متأثر بأعضائها.

توفيق حازب Don Bigg
اِبن زنقة الزبير ابن العوام بالصخور السوداء، يعتبر عضو Mafia-C سابقا من أشهر مغني راب في المغرب وقد تلقى وساما بدرجة ضابط من طرف الملك محمد السادس عام 2013.
ٱعتبر من لا يعرف حقيقة حازب إلا تصوّرات خاطئة أنه تغير في طبيعته وتطبع مع السلطة خصوصا بعد معارضته الصريحة لحركة 20 فبراير 2011 والواقع أنه كان مؤيدا للملك منذ بداياته وقد أظهر ذلك في أغنية مرا مرا الصادرة ضمن ألبوم مغاربة تالموت سنة 2006.
يرى منتقدوه أنه انتقل من طبيعة أولى ثورية ومتمرّدة إلى طبيعة أكثر ليونة وخضوعا ولكن معظم من يعرفه شخصيا يعلم أنه لم يتغيّر في مواقفه وأنه لم يكن يوما متمردا بالشكل الذي كان يروّج له في الإعلام والذي أعطاه صورة ٱستغلها هو الآخر لصالحه.
- فار بجائزة أفضل ألبوم راب وجائزة أفضل أغنية راب سنة 2007 في .Moroccan Music Awards